# Josef Čermák (literární historik)
Josef Čermák (18. května 1928 Roztoky u Jilemnice – 14. ledna 2020 Praha) byl český literární historik, editor a překladatel. Byl otcem anglisty a překladatele Jana Čermáka a romanisty Petra Čermáka.

## Životopis
Vystudoval bohemistiku, romanistiku a srovnávací dějiny literatur na Filozofické fakultě Univerzity Karlovy (1952), kde jej nejvíce ovlivnil Václav Černý. V roce 1949 "nedopatřením přečkal" prověrky, při nichž bylo mnoho jeho kolegů vyloučeno ze studia. Přesto se v roce 1968 připojil k prohlášení vyloučených a také v tisku (týdeník Student) se angažoval za jejich důslednou rehabilitaci. Během epizodní rehabilitace prof. Václava Černého a obnovy studijního oboru srovnávací literární věda ve školním roce 1969-70 působil na FFUK jako externí učitel se zaměřením na literární preromantismus v románských literaturách.
Roku 1961 se oženil s Kristinou Fučíkovou, dcerou literárního kritika a nakladatele Bedřicha Fučíka.
Jako redaktor a později vedoucí redaktorského týmu nakladatelství Odeon (do r. 1990) měl dlouhodobě rozhodující podíl na podobě jeho edičního programu. Vedle redaktorské a nakladatelské činnosti (po r. 1990 dále např. v nakladatelstvích Artia či Grafoprint Neubert) působil jako překladatel (z němčiny a francouzštiny) a editor. Vedl autorský tým desetisvazkové encyklopedie Universum (Euromedia, 1999–2001).
Patřil k předním českým znalcům pražské německé literatury a mezinárodní věhlas si získal jako jeden z nejzasvěcenějších českých vykladačů díla Franze Kafky.[zdroj?] Je spoluautorem libreta expozice „Město K. Franz Kafka a Praha“ ve Franz Kafka Museum v prostorách Hergetovy cihelny v Praze na Malé Straně (otevřeno v roce 2005).

## Dílo

### Knihy
- Kafka und Prag (pod jménem Johann Bauer). Stuttgart - Berlin - Zürich, Belser 1971.
- Kafka and Prague (pod jménem Johann Bauer). New York - Washington - London, Praeger 1971.
- Franz Kafka: výmysly a mystifikace. Praha, Guttenberg 2005.
- Pražské Vademecum Franze Kafky (s Janem Jindrou a Juanem Eduardem Flemingem). Praha, Nakladatelství Franze Kafky 2005.
- Vademecum de la Praga de Franz Kafka (s Janem Jindrou a Juanem Eduardem Flemingem; překlad do španělštiny Jitka Výborná). Praha, Editorial Franz Kafka 2005.
- La vade-mecum du Franz Kafka (s Janem Jindrou a Juanem Eduardem Flemingem; překlad do francouzštiny Helena Beguivinová a François Derré). Praha, Nakladatelství Franze Kafky 2005.
- Vademecum praghese di Franz Kafka (s Janem Jindrou a Juanem Eduardem Flemingem; překlad do italštiny Helena Giordanová). Praha, Casa editrice Franz Kafka 2005.
- Slovník latinských citátů 2005: 4328 citátů s českým překladem a výkladem (s Kristinou Čermákovou). Praha, Knižní klub 2005, 2010.
- Prahou Franze Kafky. Praha, Albatros 2008.
- Zu Fuß durch Kafkas Prag (překlad do němčiny Jana Kubišta). Praha, Albatros 2008.
- Through Franz Kafka's Prague (překlad do angličtiny Mike a Tereza Baugh). Praha, Albatros 2008.
- Zápas jménem psaní: o životním údělu Franze Kafky. Brno, B4U 2009.
- "Ich habe seit jeher einen gewissen Verdacht gegen mich gehabt": Franz Kafka - Dokumente zu Leben und Werk (překlad do němčiny Rolf Simmen). Berlin, Parthas; Frankfurt am Main, Stroemfeld 2010.
- Franz Kafka v Assicurazioni Generali: Kafkův první zaměstnavatel. Praha, Nakladatelství Franze Kafky 2011.
- Dopisy Robertovi / Franz Kafka. Život ve stínu smrti. Praha, Mladá fronta 2012.
- "I do daleka vede cesta...". Vybrané studie z literární komparatistiky a moderní německé literatury. Praha, Univerzita Karlova, Filozofická fakulta 2017.

### Edice pramenů
- Vojtěch Jirát: Portréty a studie (rejstřík Věra Pašková, soupis Jirátova díla Emanuel Macek, obrazová příloha Františka Holečková). Praha, Odeon 1978.
- Franz Kafka: Dopisy rodičům z let 1922–1924 (s Martinem Svatošem). Praha, Odeon 1990.
- Franz Kafka: Briefe an die Eltern aus den Jahren 1922–1924 (s Martinem Svatošem). Praha, Odeon 1990.
- Franz Kafka: Brev till föräldrarna 1922–1924 (s Martinem Svatošem). Stockholm (?), Alba 1990.
- Franz Kafka: Lettres à ses parents: 1922–1924 (s Martinem Svatošem). Paris, Gallimard 1990.
- Franz Kafka: Cartas a los padres de los años 1922–1924 (s Martinem Svatošem). Barcelona: Ediciones de la Tempestad 1992.
- Franz Kafka: Briefe an die Eltern aus den Jahren 1922–1924 (s Martinem Svatošem). Frankfurt am Main: Fischer Taschenbuch Verlag, 1993.

### Překlady
- Signály svědomí, Wolfgang Borchert, překlad spolu s Bohumilou Grögerovou, Praha, Lidová demokracie 1959.
- Jacquerie a jiné vybrané prosy, Prosper Mérimée, překlad spolu s Václavem Cibulou, Praha, SNKLHU 1960.
- Most (Die Brücke), Manfred Gregor, Praha, Mladá fronta 1962.
- Garibaldi, Ricarda Huch, Praha, Melantrich 1962.
- Ťululum (Le dindon), Georges Feydeau, Praha, Dilia 1963.
- Sebevraždy na jaře zakázány (Prohibido suicidarse en primavera), Alejandro Casona, Praha, Dilia 1963.
- Pablův příběh, (La storia di Pablo), Sergio Velitti, Praha, Dilia 1964.
- Paprsky z popela (Strahlen aus der Asche), Robert Jungk, Praha, Mladá fronta 1964.
- Třicátý rok (Das dreißigste Jahr), Ingeborg Bachmann, Praha, Mladá fronta 1965.
- Venku přede dveřmi, Wolfgang Borchert, překlad spolu s Bohumilou Grögerovou a Josefem Hiršalem, Praha, Naše vojsko 1965.
- Pradědeček (Der Urgrosswater), Herbert Eisenreich, Praha, Vyšehrad 1966.
- Franz Kafka: životopis (Franz Kafka, eine Biographie), Max Brod, překlad spolu s Vladimírem Kafkou, Praha, Odeon 1966; Praha, Nakladatelství Franze Kafky 2000.
- Franz Kafka (Franz Kafka), Klaus Wagenbach, překlad spolu s Vladimírem Kafkou, Praha, Mladá fronta 1967, 1993.
- Dějiny estetiky (Geschichte der Ästhetik), Emil Utitz, Praha, Nakladatelství výtvarných umělců 1967.
- Carmen, Prosper Mérimée, Colomba, Praha, Odeon 1975.
- Smutný studený svět, Wolfgang Borchert, Praha, Odeon 1976.
- Zátoka andělů (La Baie des anges), Max Gallo, Praha, Odeon 1979.
- Sluneční koně (Les chevaux de soleil), Jules Roy, Praha, Naše vojsko 1981.
- Třicetiletá (La femme de trente ans), Honoré de Balzac, Praha, Melantrich 1982.
- Myšlenky, postřehy a nápady, Georg Christoph Lichtenberg, Praha, Odeon 1983, 1984, 1986; Praha: Jitro 2004.
- Hřmění osudu (Le tonnerre et les anges), Jules Roy, Praha, Naše vojsko 1985.
- Kultura středověké Evropy (La Civilisation de l'Occident médiéval), Jacques Le Goff, Praha, Odeon 1991.
- Nezvěstný (Der Verschollene), Franz Kafka, Praha, Melantrich 1990.
- Deníky I, 1909–1912 (Tagebücher), Franz Kafka, Praha, Nakladatelství Franze Kafky 1997.
- Proces (Der Prozess), Franz Kafka, Praha, Nakladatelství Franze Kafky 1997.
- Kritika a pravda, Roland Barthes, překlad spolu s Josefem Dubským a Julií Štěpánkovou, Liberec, Dauphin 1997.
- Jak porozumět Kafkovi (Kafka für Fortgeschrittene), Hans Dietrich Zimmermann, Praha, Nakladatelství Franze Kafky 2009.
- Tři cesty k jezeru (Sämtliche Erzählungen), Ingeborg Bachmann, překlad spolu s Hanou Žantovskou, Praha, Academia 2000.
- Zeď, Nevolnost (Mur, La Nausée), Jean-Paul Sartre, překlad spolu s Evou Musilovou a Dagmar Steinovou, Praha, Nakladatelství Levné knihy KMa 2001.